# Провулок Активістів
Прову́лок Активі́стів — зниклий провулок, що існував у Дарницькому районі міста Києва, місцевість Позняки. Пролягав від Тепловозної до Здолбунівської вулиці. 

## Історія
Провулок виник у першій половині XX століття під назвою Садова вулиця. Назву Активістів провулок набув 1955 року. 
Ліквідований 1977 року в зв'язку з початком часткового знесення забудови колишнього села Позняки (Нові Позняки).